# Gustav Vasas ättlingar

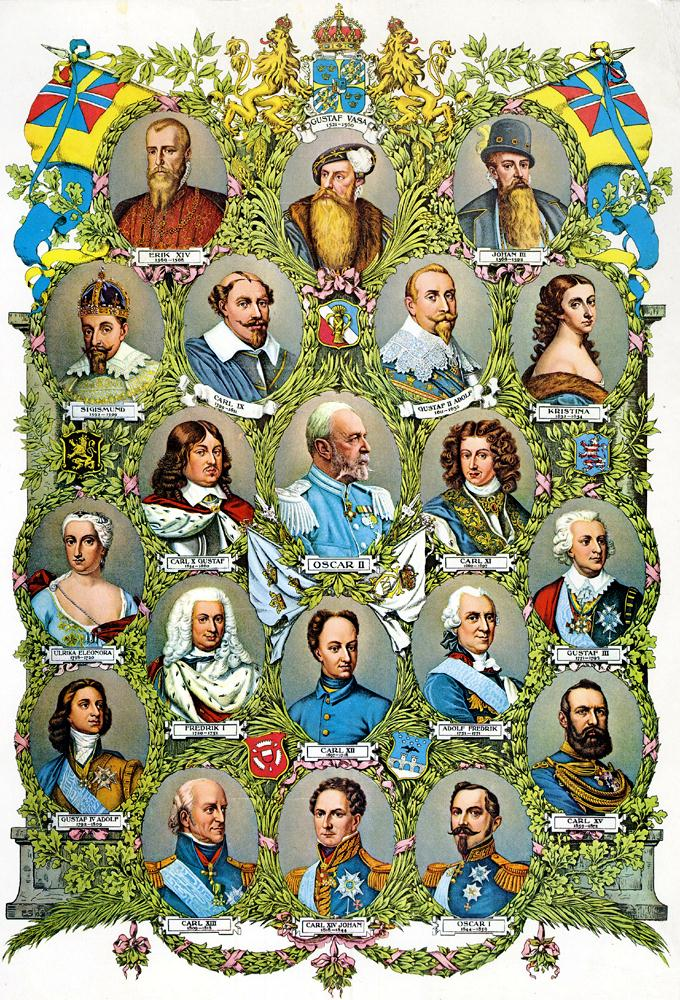
Regerande kungar och drottningar av Sverige, 1523–1907. Några av dem är dock inte Gustav Vasas ättlingar.

Vasaättlingar kallas personer eller släkter som kan leda sin härstamning till den svenska kungaätten Vasa, vilken bidrog med sju regenter åren 1523–1654. Till dessa kan räknas alla nu levande kungahus i Europa, men även ett stort antal släkter, framförallt svenska, såväl adliga som ofrälse. Gustav Vasas ättlingar är också ett släktforskningsprojekt som har följts med stort intresse eftersom inte bara många europeiska kungahus och adelsätter härstammar från Vasaätten eller ätten Gyllenhielm, utan även en kvarts miljon svenskar som inte är adliga, härstammar från Gustav Vasa, och är därmed släkt med Sveriges nuvarande kung, Carl XVI Gustaf vilken härstammar från Gustav Vasa, och hans förfäder,  på 91 olika sätt. 
Det finns idag cirka 135 000 levande Vasa-ättlingar, varav merparten är bosatta i Sverige. Inkluderas ingifta och samboende uppgår siffran till 200 000. 

## Bakgrund

Gustav Vasa (1496-1560) med sin andra gemål, Margareta Leijonhufvud (1516-1551)

Kung Gustav I Vasa av Sverige var kung av Sverige 1523–1560 och riksföreståndare 1521–1523, under det pågående befrielsekriget. Hans makttillträde, inlett som ett uppror mot unionskungen Kristian II efter Stockholms blodbad, innebar slutet för Kalmarunionen, och hans regering medförde införandet av ett starkt centralstyre i hela riket med en effektiv byråkrati och en evangelisk statskyrka grundad på Luthers lära. Hans tid som kung präglade svensk administration och Sveriges framtid i sådan omfattning att eftervärldens intresse för hans person femhundra år senare fortfarande är stort, och än idag fascineras många av hans person, hans härstamning och berättelser om honom, från Gustav Vasas öden och äventyr i Dalarna till analyser av hans tid som statsman, även om dessa analyser inte enbart skönmålar honom, utan även lyfter fram de despotiska sidorna hos denna högst egensinniga furste som for hårt fram mot sitt folk.

## Gustav Vasas ättlingar
Gustav Vasa har inte bara lämnat kulturella spår, han har även lämnat ett genealogiskt arv genom alla sina ättlingar, främst till Vasaätten som blev den första monarkiska dynastin som regerade ett enat svenskt kungadöme som ett arvrike, eller genom sidoätterna Gyllenhielm  (Gyldenhielm) och Vasaborg, efternamn som gavs till utomäktenskapliga barn till Gustav Vasas ättlingar. 
Några barn utanför äktenskap är inte kända från Gustav Vasa, sonen Erik föddes i hans första äktenskap med Katarina av Sachsen-Lauenburg och ytterligare tio barn i äktenskapet med Margareta Eriksdotter (Leijonhufvud). Av Gustavs elva barn nådde nio vuxen ålder.
Många europeiska kungliga och adliga ätter leder idag sin härstamning till kung Gustaf, däribland kan nämnas kejsarna Vilhelm I av Tyskland, Nikolaj I av Ryssland och Frans Josef I av Österrike, drottning Viktoria av Storbritannien, tillika kejsarinna av Indien, och franske kung Louis Philippe.
Bland påstådda ättlingar till dessa ingår också några mer mystiska fall, som den så kallade grevinnan Hedvig Ekeman-d’Alesson, som anlände år 1812 tillsammans med en kvinnlig tjänare och en tonårspojke till utanför Jena i Sachsen-Weimar-Eisenach där hertigen av Sachsen-Weimar-Eisenach gav order om att ett hus skulle byggas för vad som kallades ”den svenska grevinnans” räkning. Platsen ifråga kallades sedan traditionellt för ”Svenska platsen”. Hon bodde där till 1815, då hon sades ha gett sig av till Wienkongressen. Hon sade sig vara släkt med Gustav IV Adolf och ha lämnat Sverige 1809.
Men Gustav Vasa har även minst en kvarts miljon ättlingar som inte är adliga, varav 24.000 nu levande Vasaättlingar har registrerats inom ett släktforskningsprojekt.

### Ättlingar till Vasaätten

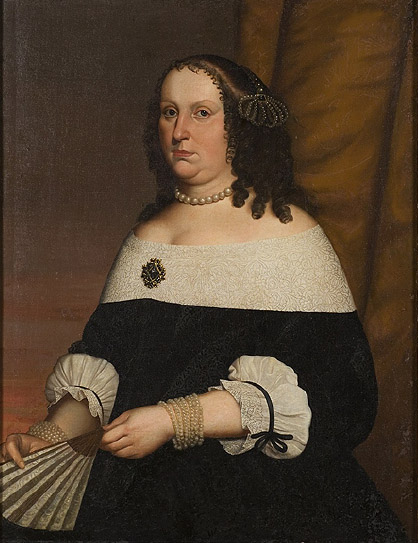
Christina Magdalena av Pfalz-Zweibrücken

Bland tyska ätter kan särskilt nämnas huset Baden som tre gånger genom gifte med Vasaätten härstammar från Gustav Vasa, först genom hans dotter Cecilia (1540–1627), gift med markgreve Kristoffer II av Baden-Rodemachern (och indirekt genom hennes syster Anna Gustavsdotter Vasa gift med greve Georg Johan I av Pfalz-Veldenz).
Tredje ingiftet var Christina Magdalena av Pfalz-Zweibrücken, dotter till pfalzgreven Johan Kasimir av Pfalz-Zweibrücken av huset Wittelsbach och prinsessan Katarina av Sverige, dotter till Gustav Vasas son Karl IX och därmed syster till kung Gustav II Adolf, men även ättling till Gustav Vasas dotter Anna (1545–1610), gift med greve Georg Johan I av Pfalz-Veldenz. Christina Magdalena gifte sig 1642 med markgreve Fredrik VI av Baden-Durlach.
Deras son Fredrik VII av Baden-Durlach (1647–1709), markgreve av Baden-Durlach, är förfader till flera svenska kungar, nämligen alla av huset Holstein-Gottorp samt de av huset Bernadotte som stammar från Gustaf VI Adolfs mor Victoria av Baden. Genom att han var gift med Augusta Maria av Holstein-Gottorp (→ Förfäder till svenska kungar av ätten Holstein-Gottorp, via dottern Albertina Frederika av Baden-Durlach som var mor till kung Adolf Fredrik av Sverige, och ätten Bernadotte, via Gustaf VI Adolfs mor Victoria av Baden som var såväl sondotter till Sofia av Sverige, Adolf Fredriks sonsondotter, som direkt ättling på fädernet i obruten manslinje till Fredriks och Augusta Marias son Karl III Wilhelm av Baden-Durlach).
Även deras dotter Johanna Elisabeth av Baden-Durlach, 1651–1680, gift med Johan Fredrik av Brandenburg-Ansbach (→ Förfäder till svenska kungar av ätten Bernadotte, via Karl XVs och Oscar IIs mor Josefina av Leuchtenberg som var deras dotterdotters sondotters dotterdotter, och även förfäder till Oscar II:s hustru Sofia av Nassau).
Två Vasaättlingar inom huset Baden blev drottningar av Sverige:
- Fredrika Dorotea Vilhelmina, drottninggemål 1797 till kung Gustav Adolf av den Holstein-Gottorpska ätten, född prinsessa av Baden
- Sophia Maria Viktoria, drottninggemål 1907 till kung Gustaf V av ätten Bernadotte, född prinsessa av Baden.

### Ättlingar till ätten Gyllenhielm
Ätten Gyllenhielm omfattar åtta frillobarn som erkändes som naturliga barn med namnet Gyllenhielm, och som med stöd av Magnus Erikssons landslag från 1350, vilken reglerade hur frillobarn skulle uppfostras fick viss arvsrätt. Gustav Vasas söner Erik, Johan, Magnus och Karl, liksom Karls son Karl Filip hade innan de gifte sig flera förbindelser med flera kvinnor, vars barn fick namnet Gyllenhielm och giftes in  i svenska adliga ätter.

### Ätten Vasaborgs ättlingar

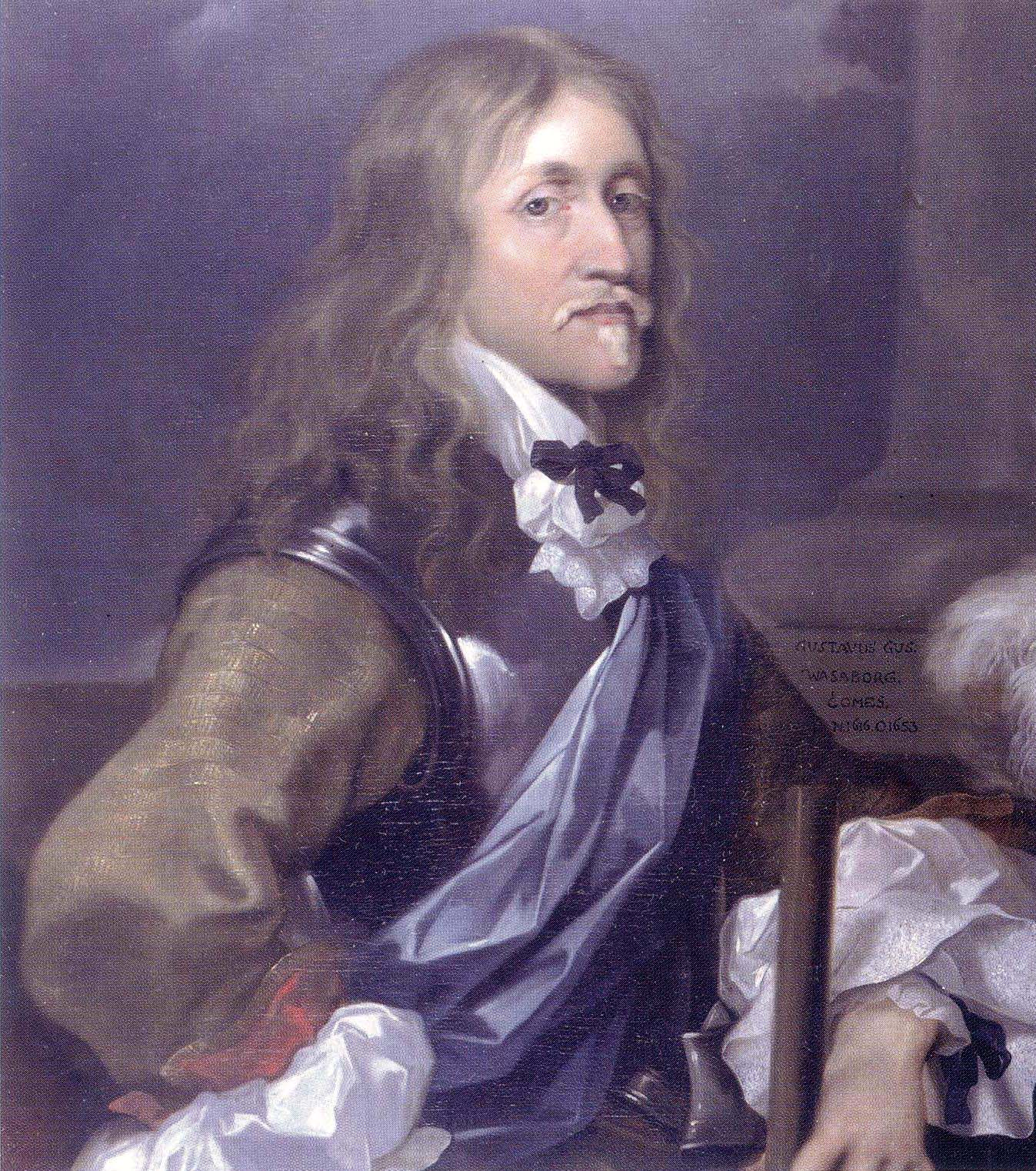
Gustav av Wasaborg av Sébastien Bourdon

Från kung Gustav II Adolfs utomäktenskapliga son med Margareta Slots, Gustaf Gustafsson härstammade ätten Vasaborg. 
Gustaf Gustafsson af Vasaborgs ena sonson, Georg Mauritz af Vasaborg (född 1678) slöt ätten på svärdssidan 1754, och hans syster Henrietta Polyxena af Vasaborg (1696–1777) slöt ätten Vasaborg på spinnsidan, detta syskonpar var Gustav Vasas sista agnatiska ättlingar.
Men deras syster Sofia af Vasaborg (Sofia Elisabet Christina) gifte sig med friherren Henning von Stralenheim, och från dem härstammar den grevliga ätten von Stralenheim-Wasaborg i Bayern.
Ätten von Stralenheim-Wasaborg utdog med Charles Andrew Maurice von Stralenheim-Wasaborg (1810–1872) men Gustaf Henning von Stralenheims dotter Christiana Louise (1783–1857) gifte sig med Charles Adam Lewenhaupt och fick sonen Charles Auguste Lewenhaupt (1812–1897) vars ättlingar lever i Sverige.

### Gustav Vasas ättlingar inom skilda samhällsområden
Även icke adliga personer härstammar från Gustav Vasa. Dessa beräknas till över en kvarts miljon personer. Deras antal och omfattning har framför allt under senare tid kartlagts av genealogen Per Andersson vilken har skrivit ett 40-tal böcker och flera hundra andra skrifter med släktforskning och släktträd. Särskilt känd är Långarydssläkten som bland annat varit med i Guinness rekordbok för två olika rekord. 
Sedan 2018 är Per Andersson sysselsatt med kartläggningen av Gustav Vasas cirka 250.000 ättlingar. Han har därvid tagit kontakt med över 24.000 nu levande Vasaättlingar för att få hjälp med kompletteringar vilka publicerats som en översikt över Vasaättlingarna i bokform, omfattande 20 generationer från Gustav Vasa, Gustav Vasas syster Margareta liksom till alla deras förfäder, till deras efterkommande födda 2018, och över tretusen sidor i tre band. 
Bland Gustav Vasas oadliga ättlingar kan nämnas flera kända personer från såväl politik, näringliv, media som inom litteratur och teaterkultur i ett begränsat urval, eftersom listan annars blir mycket lång, eftersom den bland annat omfattar ett 80-tal landshövdingar och ett 50-tal ambassadörer.
Riksföreståndare, presidenter och statsminstrar:

Gustaf Mannerheim, Arvid Posse, Hjalmar Hammarskjöld, Louis de Geer den yngre och Olof Palme.
Statsråd:

Staffan Burenstam Linder, Lars De Geer, Ulf Dinkelspiel och Carl Axel Petri, Anna Hedborg, Bengt K Å Johansson, Carl Tham och Björn von Sydow.
Övriga politiker:

Anna Ekström, Peter Norman, Anna Kinberg Batra, Björn von Sydow, Filippa Reinfeldt, Ewa Björling, Ian Wachtmeister, Carl Cederschiöld, Stella Fare, Katarina Luhr, Johan Lönnroth, David Cameron och Boris Johnson.
FN:
Dag Hammarskiöld och Staffan de Mistura.
Militärer:

Magnus Stenbock, Helge Jung, Thord Bonde, Bengt Nordenskiöld och Peter Nordbeck
Riksmarskalkar, ambassadörer, kabinettssekreterare, generaldirektörer:

Sverker Åström, Frank Belfrage, Fredrik Wersäll
Näringsliv och arbetstagares organisationer:
Michael Treschow, Pehr G Gyllenhammar, Jacob Palmstierna, Rutger Barnekow, Carl Bennet, Carl Johan Bonnier, Claes Dahlbäck, Gustaf Douglas, Tomas Fischer, Reinhold Geijer, Curt Mileikowsky, Anna Ekström, Otto Nordenskiöld, Wanja Lundby-Wedin.
Kyrkan:

Biskopar: K G Hammar, Henrik Svenungsson, Martin Modéus, Fredrik Modéus, Johan Dalman, varav alla fyra härstammar genom Maria Lovisa Leffler född Brink (1781–1857). Vasaättling är också grundaren av Livets Ord, Ulf Ekman.
Vetenskap:

Bertha von Suttner, Dag Hammarskjöld, Manne och Kai Siegbahn (nobelpristagare), Stig Ramel, Peter Celsing, Johan Cullberg, Ingrid Elam, Otto von Friesen, Sten von Friesen, Martin Ingvar, Bengt af Klintberg, Henrik Kreuger, Hugo Lagercrantz, Lars Lönnroth, Adolf Erik Nordenskiöld, Torgny Säve-Söderbergh, Thorild Wulff, Fredrik Ferdinand Carlson, Karl-Gustaf Hildebrand, Erik Lönnroth, Sven Ulric Palme, Jörgen Weibull, Nils von Hofsten, Martin H:son Holmdahl, Göran Bexell, Håkan Nial, Dag Norberg, Gustaf Lindencrona och Hans Meijer.
Media:
Eva Hamilton, Peter Hjörne, Magdalena Ribbing, Yrsa Stenius.
Litteratur:
David Lagercrantz, Ellen Key, Cecilia Torudd och Louise Boije af Gennäs.
Film och teater:
David Dencik, Maria Kulle, Max von Sydow, Bo och Johan Widerberg.
Musik:
Amanda Jenssen, Magnus Uggla, Anne Sofie von Otter, Povel Ramel.
Sport
Albin Ekdal